# Andreas Herzog (Regisseur)

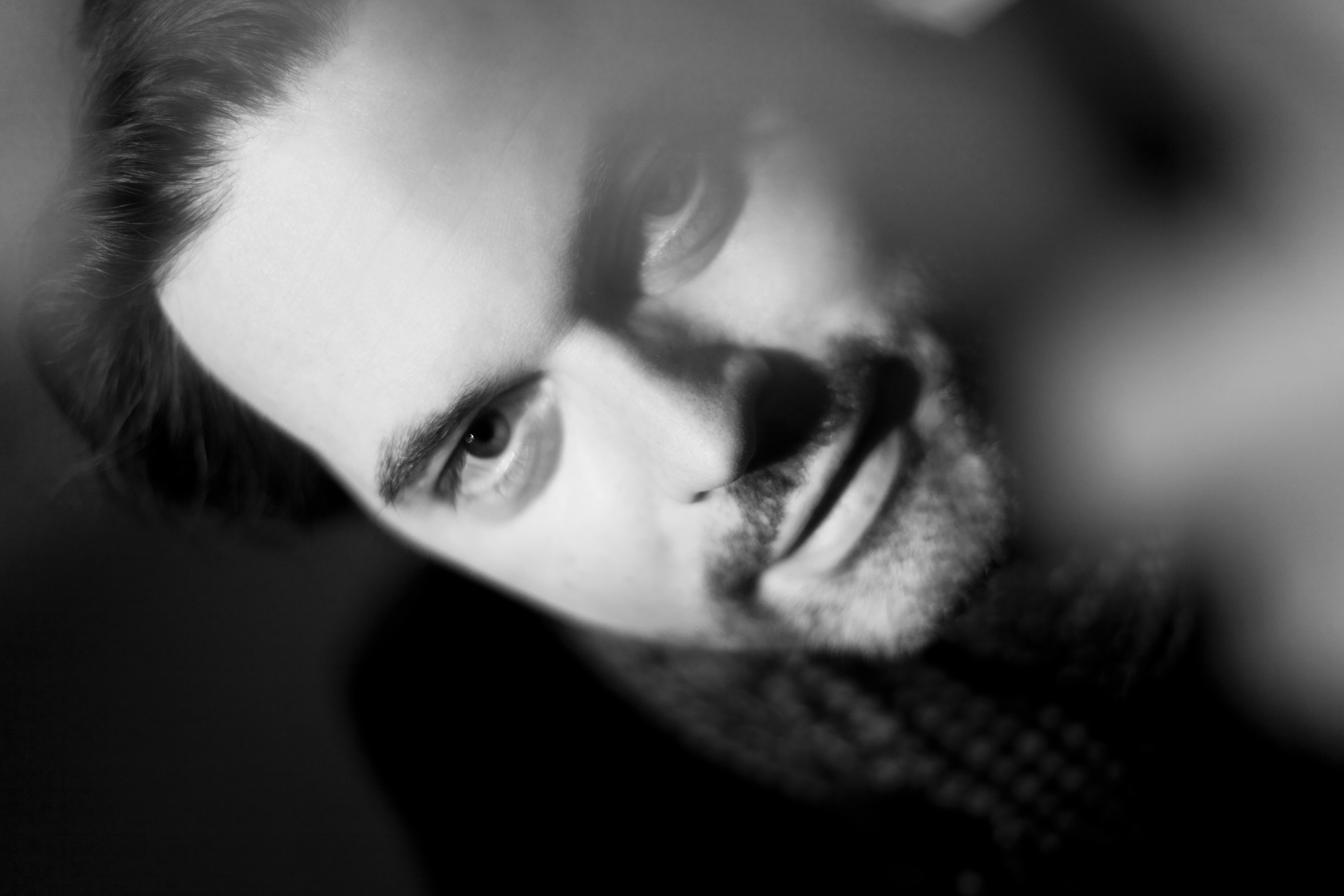
Andreas Herzog (2014)

Andreas Herzog (* 1967 in Bad Tölz) ist ein deutscher Filmregisseur und ehemaliger Filmeditor.

## Leben
Herzog arbeitete von 1992 bis 2008 als Editor. Nach verschiedenen Fernsehserien, Werbespots und mehr als dreißig Spielfilmen für Kino und Fernsehen, darunter die Mehrteiler Störtebeker, Die Frau vom Checkpoint Charlie und Die Patin – Kein Weg zurück, wechselte er ins Regiefach und inszenierte zunächst diverse Kurzfilme. 2007 kam mit der Sat.1-Serie Deadline der erste Regieauftrag eines Senders. Er führte Regie bei mehreren Folgen bei der Münchner SOKO 5113; ein Serien-Special mit Ornella Muti in der Episodenhauptrolle bereitete den Einstieg in längere Fernseh-Formate. Neben weiteren Serien folgten u. a. Filme aus der Reihe Unter Verdacht mit Senta Berger in der Hauptrolle sowie Tatorte aus Köln und Dortmund.
Ab 2009 war Herzog Lehrbeauftragter an der FH Salzburg und im Filmhaus Köln. Er ist Mitglied im Bundesverband Regie (BVR).

## Filmografie (Auswahl)

### Regie
- 2008: Deadline – Jede Sekunde zählt (Fernsehserie, 2 Folgen)
- 2009–2012: SOKO 5113 (Fernsehserie, 15 Folgen)
- 2011: Unter Verdacht – Rückkehr
- 2012: Letzte Spur Berlin (Fernsehserie, 2 Folgen)
- 2012: Unter Verdacht – Das Blut der Erde
- 2013: Tatort: Scheinwelten
- 2013: Unter Verdacht – Ohne Vergebung
- 2013: Tatort: Eine andere Welt[6]
- 2013: Unter Verdacht – Grauzone
- 2014: Ein Fall für zwei (Relaunch Folgen 2 und 3)
- 2014: Der Metzger und der Tote im Haifischbecken
- 2014: Der Metzger muss nachsitzen
- 2014: Der Usedom-Krimi – Mörderhus
- 2015: Charlotte Link – Der Beobachter
- 2017: Zorn – Kalter Rauch
- 2017: Unzertrennlich nach Verona
- 2017: Unter Verdacht – Verlorene Sicherheit (Teil 1 und 2)
- 2017: Charlotte Link – Die letzte Spur
- 2017: Der Usedom-Krimi – Nebelwand
- 2017: Trakehnerblut (Fernsehserie)
- 2019: Der Usedom-Krimi – Strandgut
- 2019: Tatort: Zorn
- 2019: Gegen die Angst
- 2019: Unter Verdacht – Evas letzter Gang
- 2021: Die Toten von Marnow
- 2021: Die Jägerin – Nach eigenem Gesetz
- 2022: Zu jung zu sterben. Ein Krimi aus Passau (Fernsehreihe)
- 2022: Der Fluss ist sein Grab. Ein Krimi aus Passau (Fernsehreihe)
- 2023: Der Barcelona-Krimi: Totgeschwiegen (Fernsehreihe)
- 2023: Der Barcelona-Krimi: Absturz (Fernsehreihe)
- 2023: Tatort: Totes Herz
- 2023: Polizeiruf 110: Nur Gespenster
- 2024: Polizeiruf 110: Diebe
- 2024: Finsteres Herz – Die Toten von Marnow 2

### Schnitt
- 1994: Le silence du cœur (Fernsehfilm)
- 1996: Amerika (Fernsehfilm)
- 1997: Kalte Küsse (Fernsehfilm)
- 1997: Seitensprung in den Tod (Fernsehfilm)
- 1998: Das Finale (Fernsehfilm)
- 1999: Amor – Todesspiel aus Liebe (Fernsehfilm)
- 1999: Wer liebt, dem wachsen Flügel
- 2000: Feindliche Schwestern – Wenn aus Liebe Hass wird (Fernsehfilm)
- 2000: Ich kaufe mir einen Mann (Fernsehfilm)
- 2001: A Woman and a Half: Hildegard Knef
- 2001: Reise des Herzens (Fernsehfilm)
- 2001: Anwalt des Herzens (Fernsehfilm)
- 2002: Santa Claudia (Fernsehfilm)
- 2002: Das Duo – Tod am Strand
- 2003: Das Duo – Stiller Tod
- 2003: Das Duo – Der Liebhaber
- 2003: Die Eltern der Braut (Fernsehfilm)
- 2004: Nachmittagsprogramm
- 2004: Das Duo – Falsche Träume
- 2004: Grüße aus Kaschmir (Fernsehfilm)
- 2005: Der Mann von nebenan lebt! (Fernsehfilm)
- 2005: Das Duo – Herzflimmern
- 2006: Störtebeker (Fernsehfilm)
- 2006: Das Duo – Unter Strom
- 2006: Das Duo – Auszeit
- 2006: Das Duo – Man lebt nur zweimal
- 2007: Der Tod meiner Schwester (Fernsehfilm)
- 2007: Die Frau vom Checkpoint Charlie (Fernsehfilm)
- 2007: R. I. S. – Die Sprache der Toten (Fernsehserie, 3 Folgen)
- 2007: Rumpelstilzchen (Fernsehfilm)
- 2008: Die Patin – Kein Weg zurück (Fernseh-Mehrteiler)
- 2009: Böses Erwachen (Fernsehfilm)
- 2009: Ein Sommer in Long Island (Fernsehfilm)

## Auszeichnungen
2021: Preis vom Deutschen FernsehKrimi-Festival; Kategorie: Beste Krimi-Serie für „Die Toten von Marnow“ (NDR/Degeto)